# Pteridium
Genre

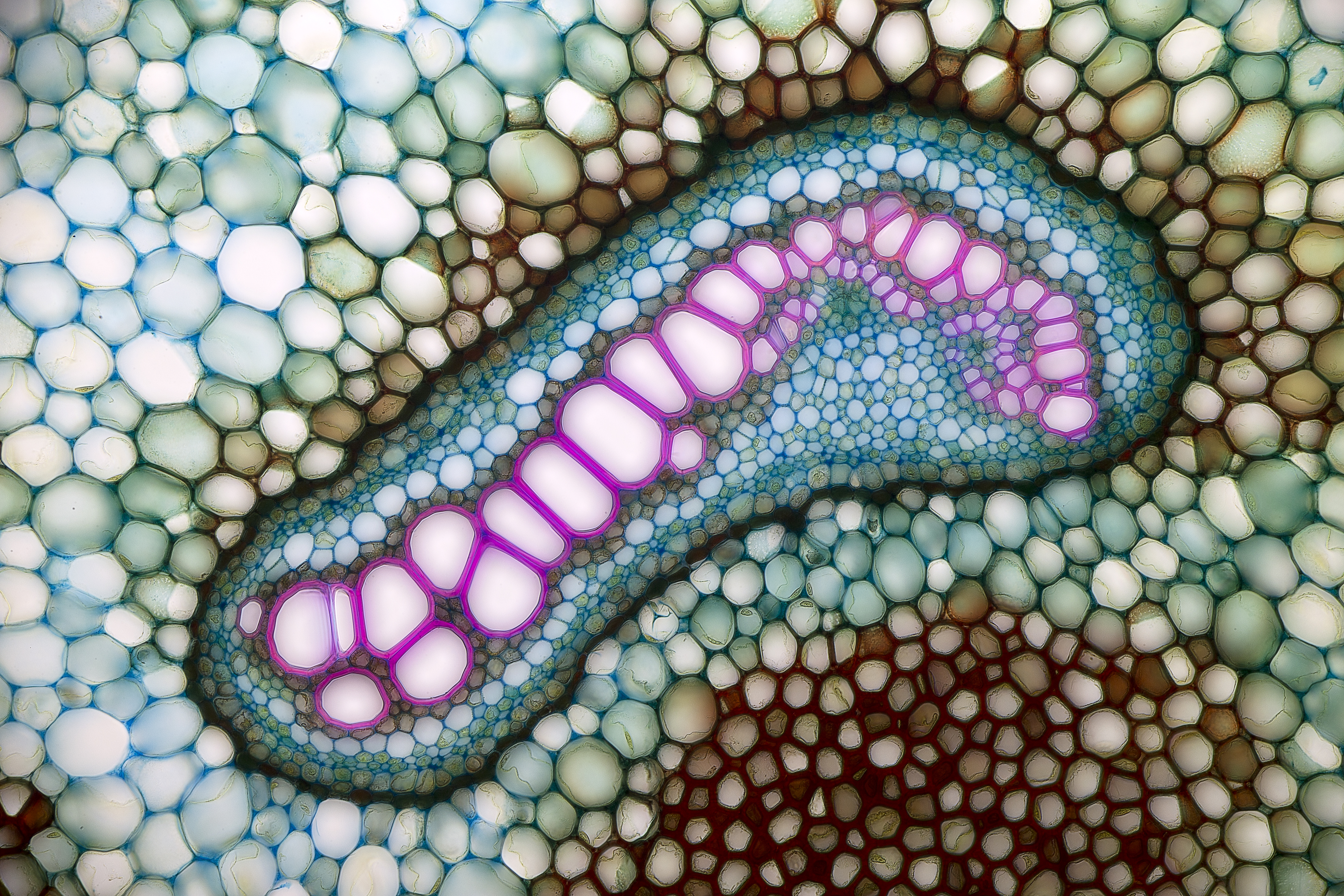
Détail du rhizome d'un Pteridium pinetorum

Le genre Pteridium regroupe quelques espèces de fougères de la famille des Dennstaedtiaceae.

## Liste d'espèces

### SelonITIS(1ermars 2025)[1]
- Pteridium aquilinum (L.) Kuhn
- Pteridium arachnoideum (Kaulfuss) Maxon
- Pteridium caudatum (L.) Maxon

### SelonBioLib(1ermars 2025)[2]
- Pteridium aquilinum (L.) Kuhn
- Pteridium arachnoideum (Kaulf.) Maxon
- Pteridium caudatum (L.) Maxon
- Pteridium esculentum (G. Forst.) Cockayne
- Pteridium falcatum Ching ex S.H. Wu
- Pteridium feei (W. Schaffn. ex Fée) Faull
- Pteridium lineare Ching ex S.H. Wu
- Pteridium pinetorum C.N.Page & R.R.Mill
- Pteridium revolutum (Blume) Nakai
- Pteridium yunnanense Ching et S.H. Wu

### Espèces[3]
- Pteridium arachnoideum (Kaulf.) Maxon, (1924)
- Pteridium brownseyi Fraser-Jenkins, (1997)
- Pteridium capense (Thunb.) Krasser (1900)
- Pteridium caudatum (L.) Maxon, (1901)
- Pteridium centrali-africanum (Hieron. ex R.E.Fries) Alston, (1956)
- Pteridium esculentum (Forst.) Nakai, (1825)
- Pteridium feei (W. Schaffn. ex Fée) Faull, (1938)
- Pteridium latiusculum (Desv.) Hieron. ex Fries, (1914)
- Pteridium psittacinum (Presl) Maxon, (1933)
- Pteridium revolutum (BI.) Nakai, (1925)
- Pteridium × semihastatum (Wall. ex J.Agardh) S.B.Andrews, (1977)